# Домановичский район
Домановичский район (бел. Даманавіцкі раён) — административно-территориальная единица в составе Белорусской ССР, существовавшая в 1924—1960 годах. Центр — деревня Озаричи.

## История
Домановичский район был образован в феврале 1935 года и находился в прямом подчинении БССР. В июне 1935 года район вошёл в состав вновь образованного Мозырского округа. В январе 1938 года с введением областного деления включён в состав Полесской области.
По данным на 1 января 1947 года район имел площадь 1,3 тыс. км². В его состав входили 13 сельсоветов: Волосовичский, Давыдовский, Домановичский, Капличский, Крюковичский, Мартиновичский (центр — д. Казанск), Новосёлковский, Озаричский, Осташковичский, Полесский, Савичский, Холмянский (центр — д. Семеновичи), Хомичский.
В результате упразднения Полесской области в январе 1954 года район передан в Гомельскую область.
20 января 1960 года Домановичский район был упразднён, а его территория разделена между Калинковичским, Копаткевичским, Октябрьским и Паричским районами.
В состав Калинковичского района переданы сельсоветы Домановичский, Капличский, Крюковичский, Новоселковский, Хомичский и городской поселок Озаричи с подчиненными поселковому Совету населенными пунктами.
В состав Паричского района — сельсоветы Давыдовский, Осташковичский, Полесский и рабочий посёлок Сосновый Бор.
В состав Октябрьского района — Волосовичский сельсовет.
В состав Копаткевичского района — Савичский сельсовет.
Численность населения района по данным переписи 1959 года — 31 348 человек.